# 巾幘
巾是漢族士大夫在古代戴在頭上的帽、亦傳至漢字文化圈地區。

## 秦汉
帻，原是秦国武将围在额部的头巾，形状像长帕，汉朝起初常为卑位执事所用。汉元帝额头有壯髮，所以戴帻遮挡，群臣效仿皇帝，帻于是成为男子的主要首服。
帻的主体称为“颜题”，两边围向脑后并延伸出竖立的双耳，耳下用方形的“收”连接固定。相传王莽秃发，在帻上覆巾，高隆如屋顶（俗语云：“王莽秃，帻施屋”）。文官戴进贤冠，帻耳较长，冠梁和巾相叠呈“介”字状，所以称为“介帻”，武官戴惠文冠（貂蝉冠），帻耳较短。童子之帻不加巾，表示未成年。

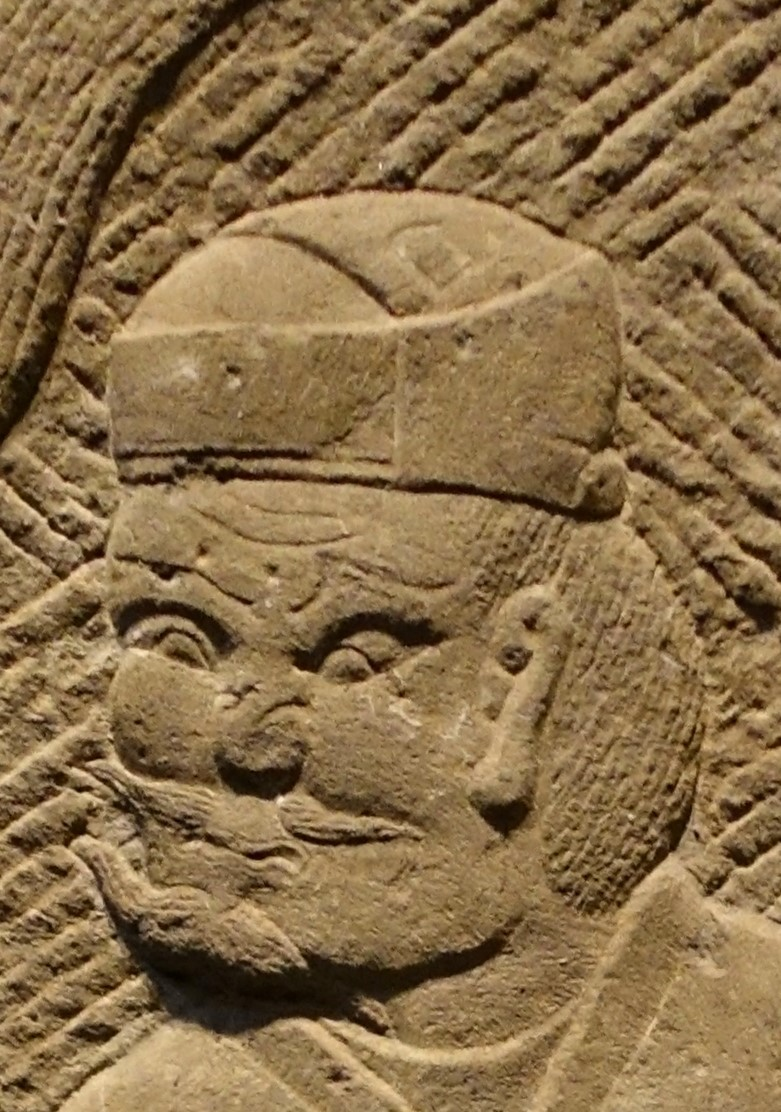
汉代巾帻
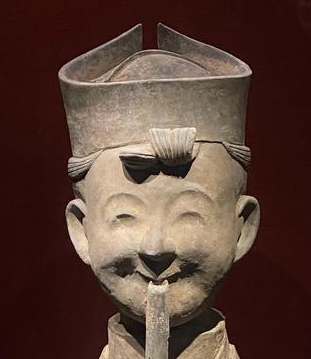
汉代介帻

## 魏晉
魏晉時期流行籠巾。

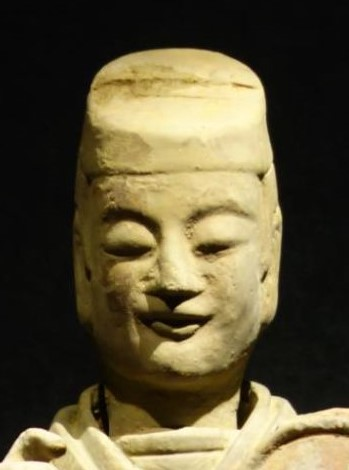
东晋平上帻
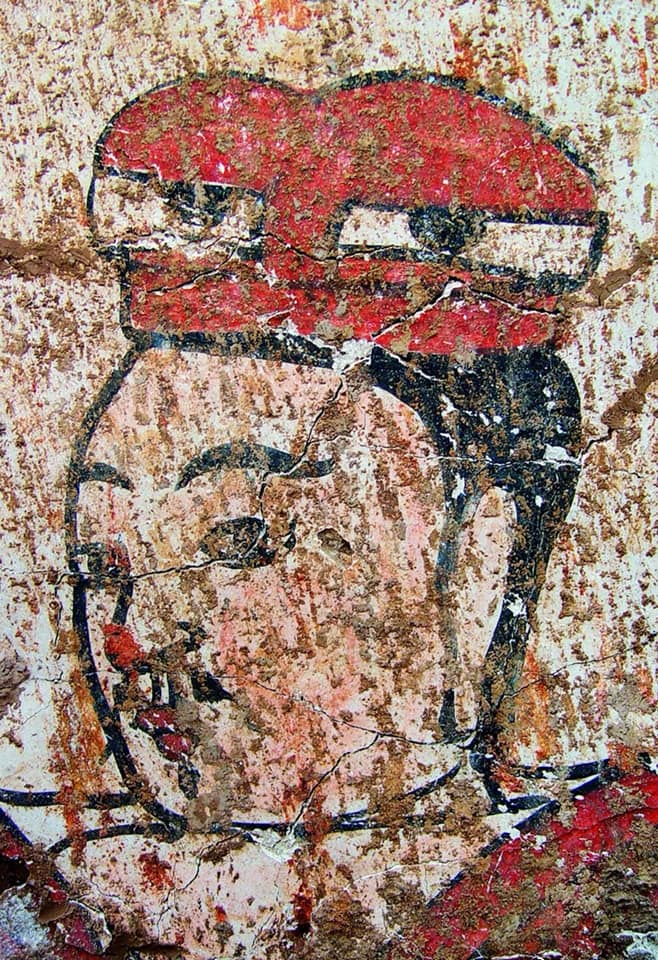
北齐平上帻

## 宋朝
士人在頭上戴一顶方桶形的帽子，叫做「東坡巾」。名稱起源來自《东坡居士集》的「父老争看乌角巾」句，因而有东坡巾之名。在朝鲜是两班子弟未成年戴的帽。

## 明朝
網巾，方巾在明朝出現，六合巾和四方平定巾都與政治有關（明太祖下令士民戴上）而頒定，其它的如浩然，逍遙，飄飄，周子，莊子，綸巾這些，明以前就有，明朝常見的有莊子，飄飄，程子等巾，冠類基本不變，小冠為蓋住髮髻，其他冠則蓋住整個頭部，唐以前大冠制配禮服，小冠可以外露，但宋以後小冠外要罩巾，另一個則是以前低賤階級們的折上巾，反成了皇族的翼善冠。

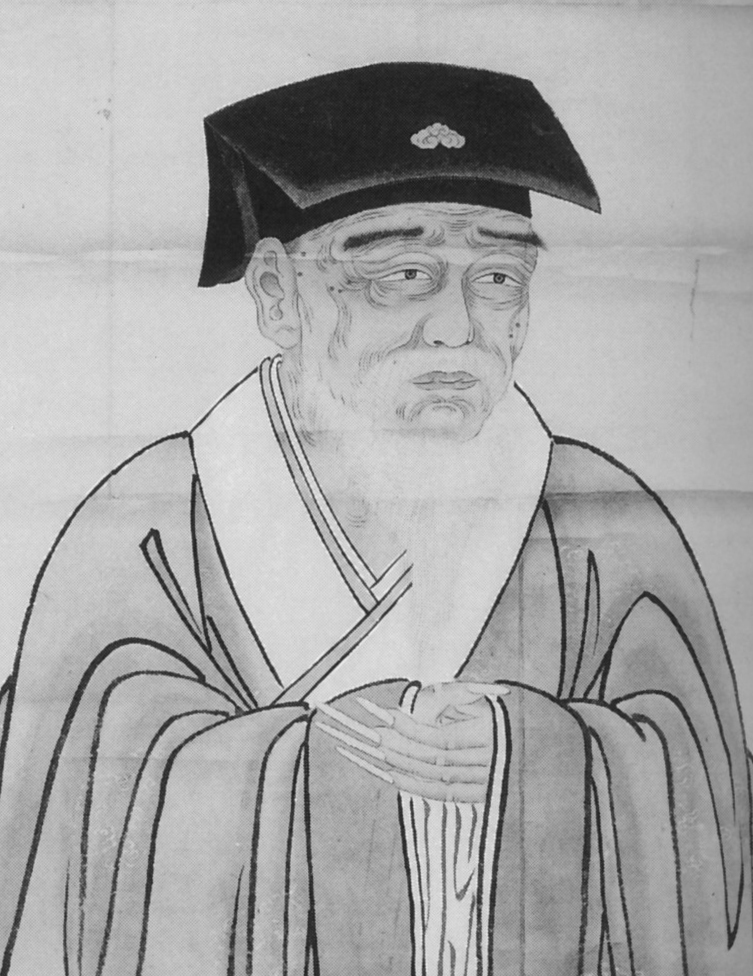
庄子巾
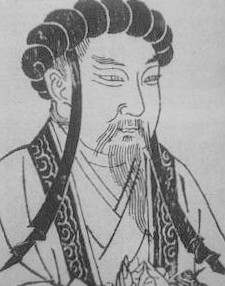
戴纶巾的诸葛亮像
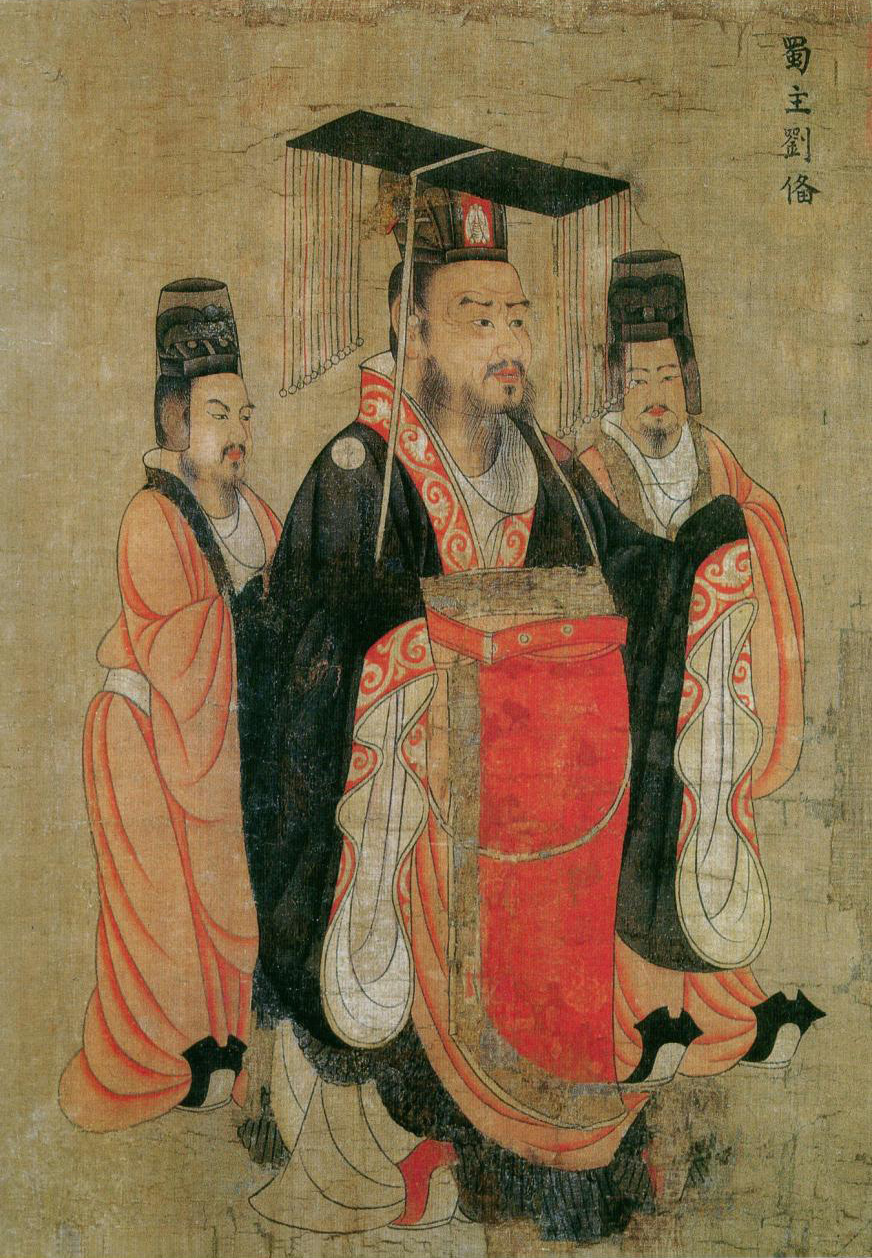
两个侍者所戴籠巾
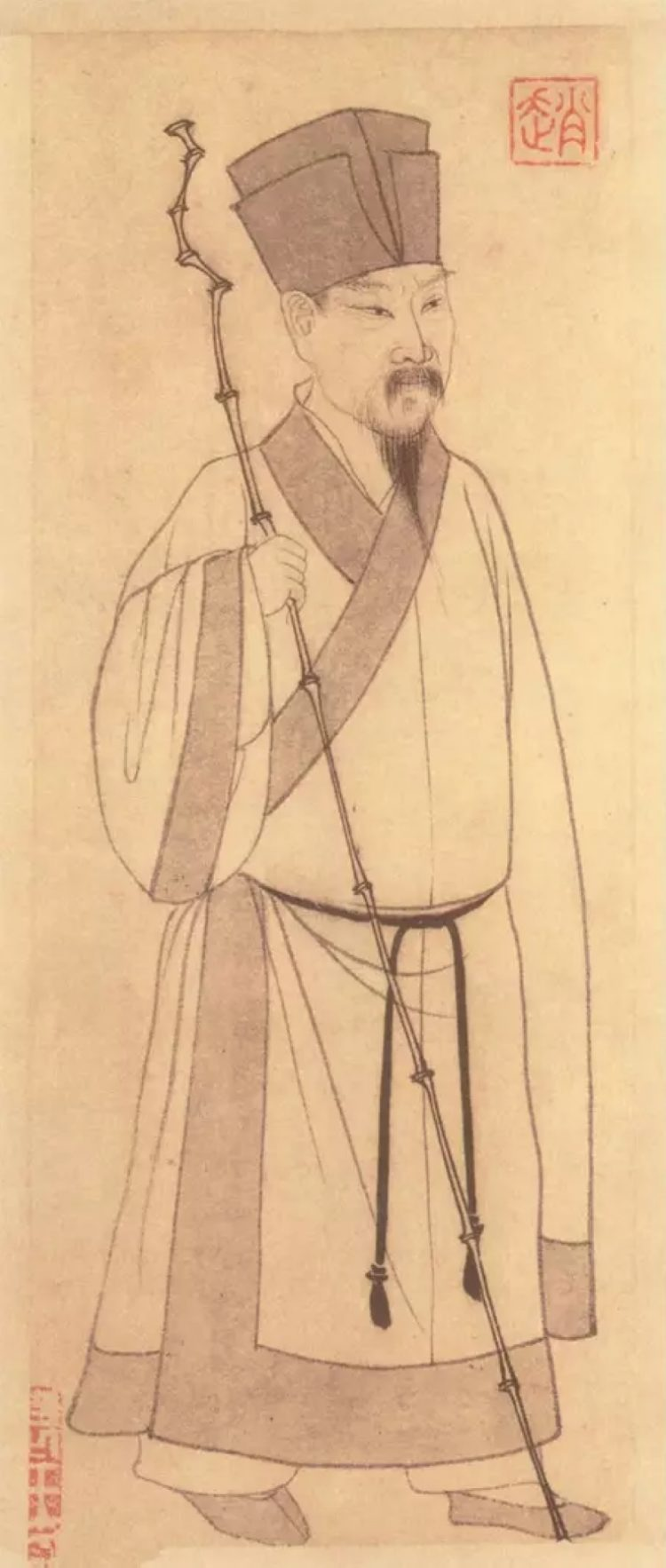
戴东坡巾的苏轼像
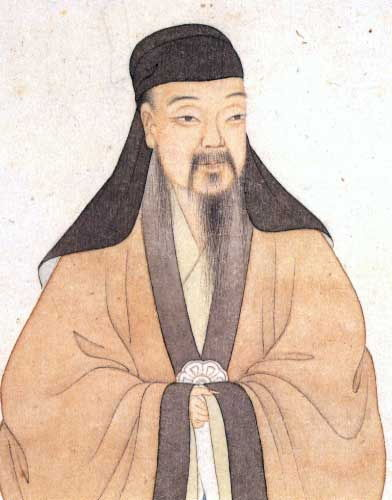
戴幅巾的湯顯祖像
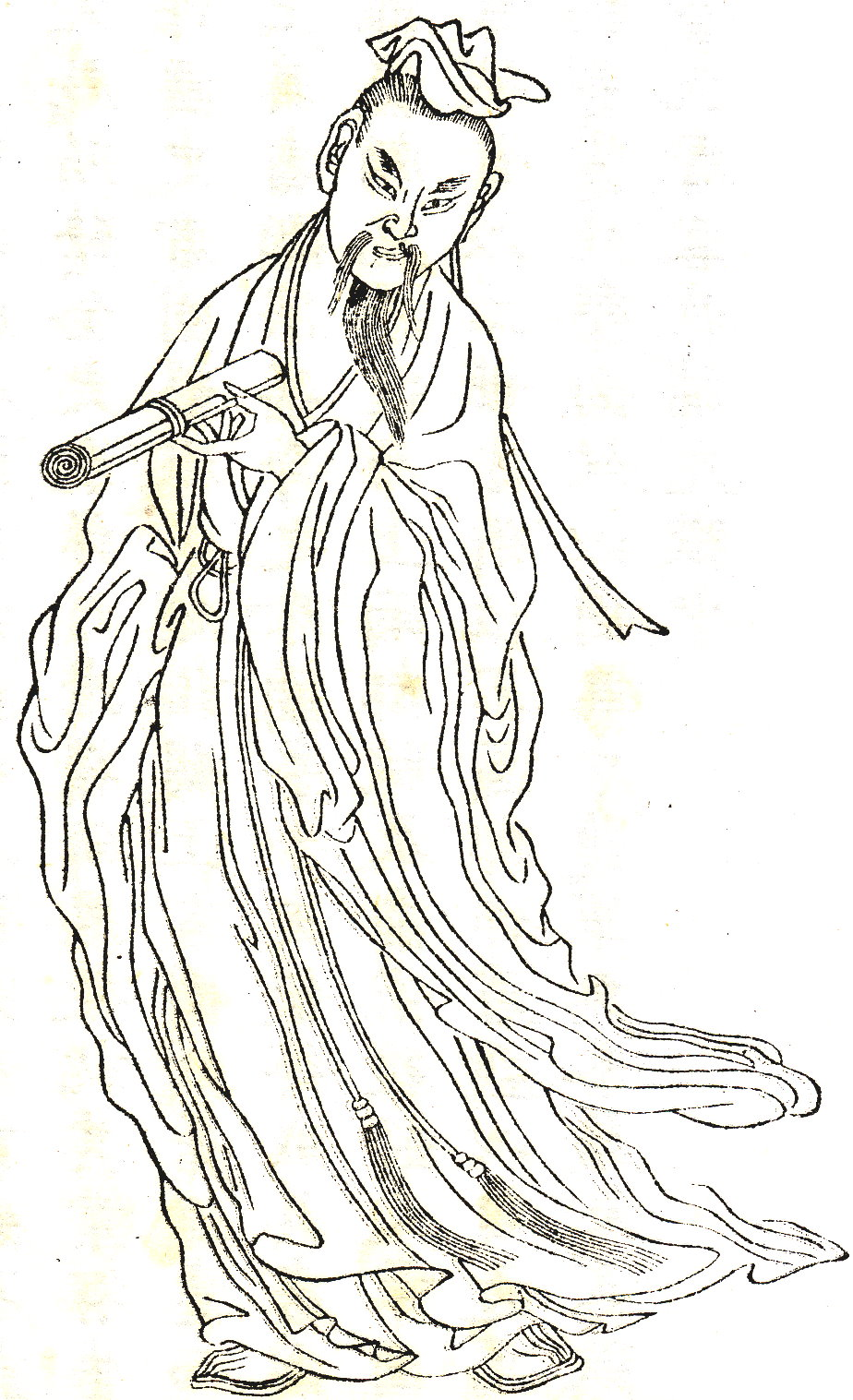
不戴幘（包额头）的巾
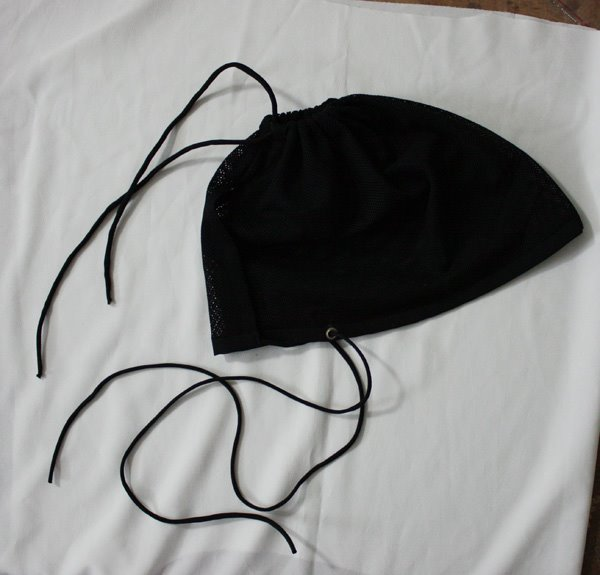
网巾